# Le Convoi de la peur
Pour les articles homonymes, voir Sorcerer.
Pour plus de détails, voir Fiche technique et Distribution.
Le Convoi de la peur, également désigné sous son titre original Sorcerer, est un film américain réalisé par William Friedkin et sorti en 1977. Il s'agit d'une adaptation du roman Le Salaire de la peur de Georges Arnaud (1949). Celui-ci avait déjà été adapté dans un film français sorti en 1953 et réalisé par Henri-Georges Clouzot ; William Friedkin a toujours précisé que son film n'en était pas un remake.
Lorsque William Friedkin, grand admirateur de Henri-Georges Clouzot, se lance dans ce projet, il jouit d'une grande liberté à Hollywood grâce aux succès de ses précédents films French Connection et L'Exorciste.
Il est libre de concevoir le film qu'il désire même s'il ne doit s'agir, au départ, que d'un film à budget moyen.
Alors que le scénario est écrit pour des stars internationales telles que Steve McQueen, elles se désengagent du projet pour diverses raisons et le réalisateur doit se rabattre sur des acteurs moins connus.
Le tournage du film est long et difficile, ce qui entraîne une hausse importante de son budget en raison des conditions naturelles difficiles des lieux de tournage et de la personnalité exigeante et perfectionniste du réalisateur.
Le Convoi de la peur est un échec commercial : sorti une semaine après La Guerre des étoiles, il pâtit notamment de la concurrence avec le film de George Lucas et souffre de l'absence dans sa distribution de stars internationales.

## Synopsis
À Veracruz au Mexique, le mystérieux et élégant Nilo assassine un homme dans un appartement avant de prendre la fuite. À Jérusalem, un groupe de terroristes palestiniens provoque une importante explosion près de la porte de Damas. Ils prennent la fuite mais sont vite retrouvés par les autorités. Seul l'un d'eux, nommé Kassem, parvient à s'échapper. À Paris, Victor Manzon, vétéran de la Seconde Guerre mondiale, est banquier. Il apprend qu'il risque la prison pour cause de spéculation. On lui laisse 24 heures pour prouver son innocence, mais il n'a aucun moyen de le faire. Dans la ville d'Elizabeth dans le New Jersey, un groupe de malfrats irlandais braque les sous-sols de l'église catholique de leurs rivaux italiens. Les Irlandais prennent la fuite au volant d'une voiture conduite par Jackie Scanlon. À la suite d'une altercation à bord du véhicule, les quatre hommes ont un violent accident de la route. Jackie est le seul survivant. Alors que la police arrive sur les lieux, il parvient à prendre la fuite. Cependant, les Italiens sont à ses trousses.
Plus tard, dans une dictature d'Amérique du Sud, Victor, Jackie et Kassem gagnent péniblement leur vie. Sous de fausses identités, ils travaillent comme ouvriers dans une raffinerie de pétrole américaine qui fait vivre toute la région. Porvenir, le petit village où ils vivent, est un bidonville insalubre et sordide. Ils ne tardent pas à vouloir quitter cet enfer. Mais une importante somme d'argent, qu'ils ne possèdent naturellement pas, leur est nécessaire pour y parvenir.
Après l'explosion d'un puits de pétrole, une occasion inespérée se présente pourtant : un important salaire est proposé à ceux qui acceptent de transporter de la nitroglycérine (qui doit être utilisée pour éteindre l'incendie) à bord de deux camions à travers la jungle sur près de 320 km. En dépit de l'immense danger que représente cette expédition (car la nitroglycérine en question, vieille et très instable, peut exploser au moindre choc), nombreux sont ceux qui participent aux tests organisés pour trouver les meilleurs chauffeurs. Les trois hommes sont sélectionnés, tout comme un Allemand se faisant appeler Márquez, suspecté d'être un nazi en fuite. Les quatre hommes réparent de vieux camions et y chargent la nitroglycérine. Au moment du départ Márquez est retrouvé mort, sûrement assassiné par Nilo, récemment arrivé au village et qui se propose pour le remplacer. Le camion que conduisent Scanlon et Nilo porte, sur sa carrosserie, le nom de Lazaro, celui de Kassem et Manzon est le Sorcerer.
D'immenses difficultés jalonnent leur épopée. Ils doivent affronter une piste particulièrement difficile, avec des chaussées étroites, des ponts de bois qui cèdent sous le poids des camions et des zones inondées. Le convoi, après avoir franchi une rivière en crue, se trouve arrêté par la chute d'un arbre. Kassem a l'idée de le faire sauter avec une des caisses de nitroglycérine et fabrique un détonateur improvisé. Une fois le passage dégagé, Manzon et Kassem partent devant dans le premier camion, mais un pneu éclate et les deux hommes explosent avec le chargement. Arrivés sur les lieux du drame, Scanlon et Nilo sont pris par quatre guérilléros qui veulent les tuer pour leur voler le camion, qu'ils croient rempli de ravitaillements. Nilo sort son arme et tue trois des bandits, mais il est lui-même grièvement blessé par l'un d'entre eux. Scanlon tue le dernier agresseur à coups de pelle. Il reprend le volant, mais Nilo succombe peu après à ses blessures puis le camion tombe en panne sèche. C'est donc à pied que Scanlon amène une caisse de nitroglycérine au puits de pétrole en feu. De retour au village, il touche la prime, mais il ne sait pas où aller. En outre, les assassins de la mafia lancés à sa poursuite viennent de retrouver sa trace.

## Fiche technique
- Titre original : Sorcerer
- Titre français : Le Convoi de la peur, ou Sorcerer (pour ses éditions ultérieures)
- Réalisation : William Friedkin
- Scénario : Walon Green, d'après le roman Le Salaire de la peur de Georges Arnaud
- Musique : Tangerine Dream (musique additionnelle : Michel Colombier)
- Photographie : Dick Bush (prises de vues à Veracruz, Jérusalem, Paris et New York) et John M. Stephens (en) (prises de vues en République dominicaine)
- Montage : Bud S. Smith (en) et Robert K. Lambert
- Décors : John Box
- Costumes : Anthony Powell
- Production : William Friedkin et Bud S. Smith (en)
- Sociétés de production : Film Properties International N.V., Paramount Pictures et Universal Pictures
- Sociétés de distribution : Universal Pictures (États-Unis), Paramount Pictures (hors États-Unis)
- Budget : 22,5 millions de dollars[1]
- Pays de production :  États-Unis
- Langues originales : anglais, français, espagnol, allemand
- Format : couleurs - 1,66:1 - Stéréo - 35 mm
- Genre : action, thriller, aventures, road movie
- Durée : 121 minutes
- Dates de sortie :
  - États-Unis : 24 juin 1977
  - France : 15 novembre 1978 ; 15 juillet 2015 (ressortie en 4K director's cut)
- Classification[2] :
  - États-Unis : PG
  - France : tous publics
- Affiche : Macario Gómez Quibus (Espagne)

## Distribution
- Roy Scheider (VF : Jacques Thébault) : Jackie Scanlon, alias « Juan Domínguez », le chauffeur américain complice d'un cambriolage
- Bruno Cremer (VF : lui-même) : Victor Manzon, alias « Serrano », le banquier français
- Francisco Rabal (VF : Jean-Claude Michel) : Nilo, le mystérieux tueur à gages
- Amidou (VF : lui-même) : Kassem, alias « Martinez », le terroriste palestinien
- Ramon Bieri (VF : Claude Bertrand) : Charles Corlette, le gérant du chantier pétrolier
- Peter Capell (VF : Georges Riquier) : Lartigue, le directeur du chantier pétrolier
- Karl John (VF : Michel Gatineau) : « G. Márquez », l'ouvrier allemand volontaire pour le chargement
- Friedrich von Ledebur : « Carlos », l'aubergiste du village et probable ancien nazi
- Chico Martínez (VF : Gérard Hernandez) : Bobby Del Rios
- Joe Spinell (VF : Daniel Gall) : Spider, le collègue de Scanlon
- Rosario Almontes : Agrippa, la femme mystérieuse au village
- Richard Holley (VF : Dominique Paturel) : Billy White, l'adjoint de Corlette
- Anne-Marie Deschodt (VF : elle-même) : Blanche, l'épouse de Manzon
- Jean-Luc Bideau (VF : lui-même) : Pascal, l'avocat et beau-frère de Manzon
- Jacques François (VF : lui-même) : Lefèvre, notaire
- André Falcon (VF : lui-même) : Guillot, associé de Manzon
- Gerard Murphy (en) (VF : André Valmy) : Donnelly
- Desmond Crofton : Boyle
- Henry Diamond (VF : Jacques Dynam) : Murray
- Ray Dittich (VF : Sady Rebbot) : Ben
- Cosmo Allegretti (VF : Marc de Georgi) : Carlo Ricci, le mafieux (crédité Gus Allegretti)
- Frank Gio (VF : Henry Djanik) : Marty
- Randy Jurgensen (en) (VF : Georges Berthomieu) : Vinnie
- Nick Discenza (VF : Albert Augier) : père Ricci, le frère de Carlo (non crédité)
- Frank Pesce (en) : l'homme marié (non crédité)
- Tom Signorelli : un invité au mariage (non crédité)

## Production

### Projet et scénario
Le film d'Henri-Georges Clouzot, Le Salaire de la peur, sorti en 1953, a fortement marqué dans son adolescence le réalisateur William Friedkin. Il expliquera par la suite qu'il ne s'agit néanmoins pas pour lui du meilleur film de Clouzot même s'il apprécie beaucoup l'histoire et qu'il trouve que « c'est un film très bien fait, plein de suspense. » Lors de la sortie en France de son grand succès, L'Exorciste, il émet le vœu de rencontrer à Paris des cinéastes français pour lesquels il a une forte admiration, parmi lesquels Clouzot (à qui il s'adresse en disant « Maestro »). Il lui apprend qu'il a pour projet de « refaire le Salaire de la peur. » Le réalisateur français tente de l'en dissuader, en qualifiant l'œuvre de « vieux truc fatigué. » Clouzot accepte néanmoins de lui donner les droits (qu'en vérité il ne possède pas) et Friedkin lui dit « Je vous promets que je ne ferai pas aussi bien que vous. »
Il s'agit pour Friedkin de faire non pas un remake, mais une nouvelle version de ce qu'il considère comme « une histoire classique. » avec des personnages qui sont d'ailleurs différents de ceux du film d' H.-G. Clouzot. Il travaille au scénario avec Walon Green qui s'inspire du roman de Gabriel García Márquez Cent ans de solitude pour ajouter à l'histoire une part de réalisme magique. Après les succès des deux précédents films de William Friedkin, French Connection (qui lui a valu un oscar du meilleur réalisateur) et L'Exorciste (troisième meilleure recette de tous les temps), William Friedkin est « un des rois du Nouvel Hollywood. » Les deux hommes se sentent donc très libres pour écrire ce qu'ils veulent. Ils arrivent à une version finale du scénario en quatre mois de travail. Il doit au départ s'agir d'un film au budget moyen (environ deux millions de dollars). Friedkin a en effet en projet un film plus ambitieux  sur le triangle des Bermudes et les extraterrestres, projet qu'il abandonnera après la sortie de Rencontres du troisième type de Steven Spielberg.

### Attribution des rôles

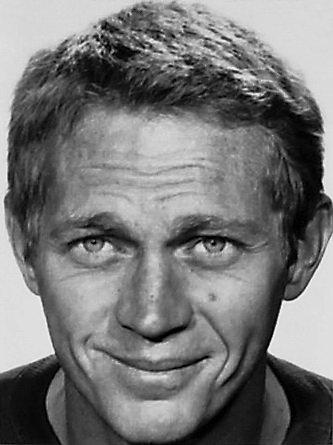
Steve McQueen, pour qui le rôle principal a été écrit.

Le casting du film est « long et difficile. » Trois des quatre personnages principaux doivent être incarnés par des « stars internationales » : Steve McQueen, qui a donné un accord de principe pour le personnage de Jackie Scanlon, Lino Ventura (Victor Manzon) et Marcello Mastroianni (Nilo) auxquels se joint Amidou (Kassem). C'est pour ce quatuor que les rôles ont été écrits. Alors que Steve McQueen juge qu'il s'agit du « meilleur scénario qu'[il ait] jamais lu », l'idée d'un tournage en dehors des États-Unis l'inquiète : il vient d'épouser Ali MacGraw, il a peur qu'elle ne l'attende pas et qu'elle le quitte. L'acteur demande que soit trouvé un rôle pour sa femme mais William Friedkin lui répond qu'il s'agit « [d']une histoire de mecs ». Il demande alors qu'elle soit productrice associée afin d'être présente sur le tournage ou encore que le film se fasse sans quitter les États-Unis. Toutes ces demandes sont refusées par le réalisateur et l'acteur se retire du projet.
D'autres défections vont suivre : Marcello Mastroianni vient d'avoir une enfant dont la mère, Catherine Deneuve, refuse qu'elle soit emmenée en Équateur où une grande partie du tournage doit avoir lieu. Robert Mitchum refuse le rôle de Scanlon. William Friedkin choisit finalement pour ce rôle Roy Scheider, acteur qui vient de connaître un grand succès avec le rôle principal des Dents de la mer et qu'il avait dirigé dans French Connection. Scheider lui tient néanmoins un peu rigueur de lui avoir refusé le rôle du père Karras dans L'Exorciste. Ce choix ne convient pas à Lino Ventura qui s'interrogeait déjà sur sa participation à ce film et décide de quitter le projet. Il est remplacé par Bruno Cremer, que William Friedkin juge bon acteur même s'il n'a aucune notoriété aux États-Unis. Et il engage Francisco Rabal, qu'il avait envisagé pour un rôle dans French Connection, pour incarner ici le personnage de Nilo.
Le réalisateur dira par la suite qu'il s'agissait d'un film qui réclamait des stars, et que c'est aussi parce qu'il voulait à l'époque se montrer indépendant par rapport aux studios qui demandaient à ce qu'il en engage qu'il n'a pas nécessairement voulu en embaucher.

### Tournage
Pendant la préproduction, le budget du film augmente jusqu'à atteindre douze millions de dollars. Lew Wasserman, qui dirige MCA à qui appartient Universal, ne veut pas confier un tel budget à William Friedkin, en particulier pour un tournage en pleine jungle. C'est alors que Charles Bluhdorn, qui dirige le conglomérat Gulf+Western auquel appartient la Paramount Pictures propose de faire le film en partenariat avec la Paramount. Le film est alors produit à la fois par Universal et par la Paramount, ce que Peter Biskind, dans son livre le Nouvel Hollywood, qualifie « [d']exceptionnel. »
Charles Bluhdorn propose de tourner le film en République dominicaine, où la Gulf+Western a des intérêts. William Friedkin accepte cette proposition car il juge que la Gulf+Western est une compagnie qui exploite de manière scandaleuse les ressources des pays d'Amérique latine, en oppressant leurs populations et leurs gouvernements. Bien que L'Exorciste l'ait rendu millionnaire, il estime qu'en travaillant pour cette société là où elle exerce ainsi son pouvoir il lui sera plus facile de ressentir ce que ressentent ses personnages. Sur place, William Friedkin constate à quel point la Gulf+Western exploite et maintient dans la pauvreté les dominicains, traitant le gouvernement du pays « comme ses salariés. » Il fait afficher sur un mur, dans le décor du bureau du président de la compagnie pétrolière, une photo du siège de la Gulf+Western.
William Friedkin embauche le directeur de photographie Dick Bush après avoir admiré son travail notamment sur le film Tommy. Si celui-ci assure bien les plans filmés dans les villes de Veracruz, Jérusalem, Paris et New York, ce n'est en revanche nullement le cas avec les séquences dans la jungle. De ce fait Friedkin le débauche puis le remplace par John M. Stephens (en).
Le film est ainsi tourné en République dominicaine, ainsi que dans le New Jersey, à Jérusalem et à Paris. Sur le tournage, William Friedkin, très exigeant, n'hésite pas à faire refaire les prises de très nombreuses fois pour arriver à ce qu'il désire. Sa personnalité, son caractère perfectionniste, irascible et colérique, rendent l'ambiance « invivable » sur le plateau. Le réalisateur renvoie et remplace de nombreux collaborateurs (le film aura notamment cinq producteurs exécutifs, avant que Friedkin lui-même n'assure cette fonction).
La lumière naturelle dans la jungle est très changeante, ce que William Friedkin n'a pas prévu et ce qui explique selon lui qu'il s'agit d'un tournage long : le réalisateur veut garder l'unité lumineuse de ses scènes et doit donc attendre que la lumière souhaitée revienne. La séquence du pont de corde demande trois mois de tournage. Elle ne peut en effet être filmée que le matin, entre 7 heures et 11 heures pour retrouver la lumière grise avec laquelle son tournage a débuté ; plus tard il y aurait trop de soleil. La pluie est artificielle, créée avec des machines qui pompent l'eau de la rivière avec des ventilateurs qui la diffusent sur la scène.
Le budget final atteint 22,5 millions de dollars.

### Musique
William Friedkin choisit d'engager Tangerine Dream pour composer la bande originale du film. Le réalisateur a découvert le groupe allemand en 1973 à Munich où il était venu assister à une projection de son film L'Exorciste. Un an plus tard, William Friedkin les rencontre à Paris et leur raconte l'histoire. Le groupe est emballé et décide de signer. C'est leur première collaboration avec le cinéma hollywoodien. Alors que le tournage n'a pas encore débuté, le leader du groupe, Edgar Froese, compose la musique en se servant uniquement du script fourni par Friedkin. Plus tard, durant le tournage en République dominicaine, le réalisateur reçoit par colis une maquette de la musique sur bande. N'étant pas équipé pour l'écouter, il la renvoie à Mexico avec l'instruction de la copier sur cassette. Friedkin est immédiatement séduit par cette musique et juge qu'elle peut coller parfaitement aux images de son film.

### Post-production
Lors du montage du film, William Friedkin, se sentant toujours sûr de lui grâce au succès et à l'argent récoltés par ses précédents films, refuse de prendre en compte les demandes de la production. Lorsque le directeur du département film d'Universal, Ned Tanen (en), voit le film, il est extrêmement déçu et juge que le résultat n'est pas à la mesure des efforts déployés.
Par ailleurs Roy Scheider juge que le retrait de séquences, où son personnage se lie d'amitié avec un enfant, porte gravement préjudice à l'image qu'il dégage dans le film. L'acteur ne pardonnera jamais cet acte à Friedkin et ce jusqu'à sa mort en 2008.[réf. souhaitée]
On peut observer au moins quatre erreurs de raccord dans le film :
- Lorsque Serrano propose de guider Martinez sur le virage boisé, celui-ci a son bandeau sur la tête sur le plan large alors que, dès le gros plan qui suit, il ne le porte plus.
- Lorsque Dominguez et Nilo descendent de leur camion pour regarder le pont de corde, Nilo renfile sa veste en insérant ses deux bras dans ses manches mais s'interrompt juste avant d'ajuster son col. Lorsque, deux plans plus tard, il apparaît face à la caméra, son bras droit est soudainement à l'extérieur de sa manche.
- Dominguez et Nilo traversent le pont de corde sous une grosse tempête accompagnée d'une averse. Quelques kilomètres plus loin (quand Dominguez parle de double prime), le temps est brusquement sec et plus lumineux. Pourtant, lorsque Serrano et Martinez traversent (au même moment) le pont à leur tour, la tempête est toujours là.
- Quand Serrano se réfugie entre les racines d'un arbre pour se protéger de l'explosion de celui tombé sur la route, il garde son chapeau dans la main. Une fois l'acte passé, Serrano se relève avec soudainement son chapeau sur la tête.

S'il se présente comme une autre adaptation du roman original plutôt qu'un remake du Salaire de la peur, notamment parce qu'il n'en a pas les droits et que le réalisateur veut se distinguer des innombrables remakes hollywoodiens, le film comporte néanmoins une mention au générique : « adapté du roman Le Salaire de la peur de Georges Arnaud ; dédié à Henri-Georges Clouzot ».

## Accueil du film
Le Convoi de la peur ne rapporte que 9 millions de dollars de recettes dans le monde, ce qui est un cuisant échec public. L'époque a changé depuis les précédents succès de Friedkin comme French Connection, en 1971 ; le film est « trop destructuré et trop sombre » pour un public qui fait un triomphe à La Guerre des étoiles, sorti une semaine avant. Certains cinémas, comme le Chinese Theatre à Los Angeles, ne gardent Le Convoi de la peur à l'affiche qu'une semaine avant de reprogrammer le film de George Lucas.
Par la suite, William Friedkin regrettera son attitude lors du casting, disant qu'il aurait par exemple pu tourner le film aux États-Unis, près de la frontière mexicaine, afin que Steve McQueen pût incarner le personnage principal mais qu'il a refusé de le faire par « arrogance ». Selon lui, le système hollywoodien réclamait une star de ce calibre : « J'ai fait une erreur avec Steve McQueen. Je n'avais pas compris que les gros plans à Hollywood étaient plus importants que les plans d'ensemble. Le visage de Steve sur grand écran valait mieux que tous les paysages du monde. »

## Autour du film
- Bien que ce soit une production américaine, le film respecte malgré tout la langue nationale de chaque pays où l'histoire se déroule : ainsi les figurants locaux parlent l'arabe à Jérusalem, le français à Paris et l'anglais à New York. Pour ce fait, William Friedkin a engagé des acteurs ayant les nationalités respectives (le New-Yorkais Roy Scheider, les Français Bruno Cremer, Jacques François, Amidou et le Suisse Jean-Luc Bideau).
- Jennifer Nairn-Smith (en), qui est alors la compagne de William Friedkin, le rejoint pendant le tournage à Jérusalem pour lui annoncer qu'elle est enceinte et désire l'épouser, ce qu'il refuse[1].
- C'est le dernier film de l'acteur allemand Karl John qui décède six mois après la sortie du film.
- Un épisode des Simpson intitulé Mr Plow parodie le film de Friedkin. Homer Simpson se retrouve sur un pont qui tangue dangereusement accompagné d’une musique parodiant les envolées synthétiques de Tangerine Dream.
- Un pourcentage des bénéfices aurait dû être versé à Henri-Georges Clouzot, mais le film n'en fit aucun[réf. nécessaire].
- Le tournage du film a été plombé par, entre autres déconvenues, la malaria[15].
- En juillet 2015, la version Director's Cut du film sort en salles, c'est une reprise en France mais une version inédite dans beaucoup d'autres pays[16]. L'image et le son ont été remasterisés, aucune nouvelle scène. Il est édité en DVD (pour la première fois en France) et en Blu-Ray le 2 décembre 2015.
- En 1980, la bande-dessinée Shukumeï, de Yann et Didier Conrad reprend intégralement l'affiche et plusieurs scènes du film.

## Distinctions
- 1978 : nomination à l'Oscar du meilleur son pour Jean-Louis Ducarme